# Gennes, Maine-et-Loire

Gennes este o comună în departamentul Maine-et-Loire, Franța. În 2009 avea o populație de 2,025 de locuitori.